# Zavođe
Zavođe is een plaats in de gemeente Gospić in de Kroatische provincie Lika-Senj. De plaats telt 8 inwoners (2001).